# Elecciones generales de Honduras de 1948
Las elecciones generales de Honduras de 1948, se realizaron el domingo 11 de noviembre de 1948. En estas elecciones se elegirán:
- Presidente de Honduras: Jefe de Estado de Honduras que ejercerá las funciones de dirección del Poder Ejecutivo de Honduras por mandato del pueblo.
- Diputados al Congreso de Honduras.
- Alcaldes municipales.

De acuerdo a datos del Registro Nacional de las Personas (RNP), existen 1 428 089 hondureños inscritos en el padrón de votantes.

## Antecedente
En 1932, el candidato oficial del Partido Nacional de Honduras, Tiburcio Carias Andino, se hacía con el poder en Honduras, mismo que no entregó en 1936 cuando tocaban las elecciones y se declaró “dictador” con la venia de los Estados Unidos de América. El partido Liberal de Honduras, opositor en todo este tiempo, solicitó que se volviera a la democracia. El gobierno central convocó a elecciones generales presidenciales, mientras el candidato oficial liberal que era el abogado José Ángel Zúñiga Huete, en el exilio, indicó a sus seguidores que se abstuvieran de acudir a las urnas que de todas formas estaban amañadas por los conservadores; a su vez, al Partido Democrático Revolucionario de Honduras (PDRH) no le fue permitido presentar candidatura.

## Candidatos
El Partido Nacional de Honduras había designado a Juan Manuel Gálvez como candidato a presidente y al contable Julio Lozano Díaz para vicepresidente. Mientras que el Partido Liberal, reorganizado desde 1946 en el país, había designado su candidatura al doctor José Ángel Zúñiga Huete, aunque algunos seguidores, solicitaban a Zúñiga Huete que fuera reemplazado en las elecciones por el doctor Ramón Villeda Morales o por Abraham Bueso, que eran dos líderes que no habían sido batidos en las urnas.

### Candidato ganador
El ganador fue el abogado Juan Manuel Gálvez,candidato del Partido Nacional de Honduras. Con una amplia mayoría, Gálvez anteriormente fue ministro en la administración dictatorial de Carias Andino.

### Otro resultado
En otro resultado del escrutinio, se estimaba que el registro de votantes fue 300 496. El Partido Nacional había obtenido 254 802 votos; en cambio el Partido Liberal solo obtuvo 210, mientras que los votos nulos fueron 3026 y que 40 982 no asistieron a las urnas a ejercer el sufragio.

## Elecciones municipales

### 1950
Gálvez señaló elecciones municipales para 1950, cuando el totalitarismo estaba sondeado en los comicios, y el fraude denunciado por parte de la oposición. Las elecciones se realizaron y el Partido Nacional obtuvo un 90% de los votos válidos y ganó todos los municipios a excepción de uno. Los votos contados fueron: Partido Nacional dominaba con 77 593 y el Partido Liberal obtuvo 8103 votos.

### 1953
En las elecciones del 29 de noviembre de 1953 y con 122 765 sufragantes; el Partido Nacional obtuvo 44 334 votos, un 36%; el Movimiento Nacional Reformista (MNR) 37 022 votos, 30% y el Partido Liberal 35 218 votos, equivalente a 28%.

## Golpe de Estado
En fecha 15 de noviembre de 1954, el abogado Juan Manuel Gálvez entregaría la presidencia al vicepresidente contador Julio Lozano Díaz. Al año siguiente, en 1955, Lozano Díaz aprobaría el decreto con el cual las mujeres podían ejercer el sufragio en Honduras y fundó el Partido Unión Nacional (PUN), con el cual se postulaba presidencialmente; en el mes de agosto de 1956, Julio Lozano Díaz fue depuesto por los altos jefes de las Fuerzas Armadas.